# Llista de les cimeres del G20
La següent llista de les cimeres del G20 recull totes les conferències que s'han realitzat a diferents nivells: cimeres de caps d'estat o caps de govern, reunions de nivell ministerial, reunions de Grup de Compromís i altres.

## Cimeres de dirigents estatals
| | Data                                   | País amfitrió  | Ciutat amfitriona            | Local                                          | Dirigent amfitrió    | Ref                  |
| --- | -------------------------------------- | -------------- | ---------------------------- | ---------------------------------------------- | -------------------- | -------------------- |
| 1r | 14–15 de novembre de 2008              | Estats Units   | Washington DC                | National Building Museum                       | George W. Bush       | [ 2 ]                |
| 2n | 2 d'abril de 2009                      | Regne Unit     | Londres                      | ExCeL London                                   | Gordon Brown         | [ 3 ]                |
| 3r | 24–25 de setembre de 2009              | Estats Units   | Pittsburgh                   | Centre de Convencions David L. Lawrence        | Barack Obama         | ²                    |
| 4t | 26–27 de juny de 2010                  | Canadà         | Toronto                      | Centre de convenció Metro Toronto              | Stephen Harper       | [ 5 ] [ 6 ]          |
| 5a | 11–12 de novembre de 2010              | Corea del Sud  | Seül                         | Centre de Convencions COEX &amp;               | Lee Myung-bak        | [ 7 ]                |
| 6a | 3–4 de novembre de 2011                | França         | Canes                        | Palais des Festivals                           | Nicolas Sarkozy      | [ 8 ] [ 9 ]          |
| 7a | 18–19 de juny de 2012                  | Mèxic          | San José del Cabo, Los Cabos | Centre de Convencions internacional Los Cabos  | Felipe Calderón      | [ 10 ] [ 11 ] [ 12 ] |
| 8a | 5–6 de setembre de 2013                | Rússia         | Sant Petersburg              | Palau Constantine                              | Vladímir Putin       | [ 13 ] [ 14 ]        |
| 9a | 15–16 de novembre de 2014              | Austràlia      | Brisbane                     | Centre d'Exposicions de Brisbane &amp;         | Tony Abbott          | [ 15 ]               |
| 10è | 15–16 de novembre de 2015              | Turquia        | Serik, Antalya               | Centre de Convencions de l'hotel Regnum Carya  | Recep Tayyip Erdoğan | [ 16 ] [ 17 ]        |
| 11a | 4–5 de setembre de 2016                | Xina           | Hangzhou                     | Centre d'Exposicions internacional de Hangzhou | Xi Jinping           | [ 18 ]               |
| 12è | 7–8 de juliol de 2017                  | Alemanya       | Hamburg                      | Hamburg Messe                                  | Angela Merkel        |                      |
| 13è | 30 de novembre – 1 de desembre de 2018 | Argentina      | Buenos Aires                 | [Centro Costa Salguero                         | Mauricio Macri       | [ 19 ] [ 20 ]        |
| 14a | 28–29 de juny de 2019                  | Japó           | Osaka                        | Intex Osaka                                    | Shinzō Abe           | [ 21 ] [ 22 ]        |
| 15è | 21–22 de novembre de 2020              | Aràbia Saudita | Riad                         | Cap ²                                          | Salman               | [ 23 ] [ 24 ]        |
| 16a | 30–31 octubre 2021                     | Itàlia         | Roma                         | TBD                                            | Giuseppe Conte       | [ 25 ] [ 26 ]        |
| 17a | TBD 2022                               | Indonèsia      | Labuan Bajo                  | TBD                                            | Joko Widodo          | [ 27 ]               |
| 18a | TBD 2023                               | Índia          | TBD                          | India International Convention & Expo Centre   | Narendra Modi        | [ 27 ]               |
| 19a | TBD 2024                               | Brasil         | TBD                          | TBD                                            |                      | [ 29 ]               |
| ¹ Pàgina web del Govern rus pel 2013 G20 cimera2 La cimera va tenir lloc amb un a tot el món conferència de vídeo a causa de la Pandèmia de COVID-19 |                                        |                |                              |                                                |                      |                      |

## Reunions de nivell ministerial

### Ministres de finances i governadors de banc central
Les ubicacions en negreta indiquen si la reunió va coincidir amb una cimera del G20. Les reunions ministerials no sempre s'han celebrat en el mateix país amfitrió de la cimera.
| Any  | País amfitrió | Ciutat amfitriona | Dates           | Notes                                                  |
| ---- | ------------- | ----------------- | --------------- | ------------------------------------------------------ |
| 1999 | Alemanya      | Berlín            |                 |                                                        |
| 2000 | Canadà        | Mont-real         |                 |                                                        |
| 2001 | Canadà        | Ottawa/Gatineau   |                 |                                                        |
| 2002 | Índia         | Nova Delhi        |                 |                                                        |
| 2003 | Mèxic         | Morelia           |                 |                                                        |
| 2004 | Alemanya      | Berlín            |                 |                                                        |
| 2005 | Xina          | Pequín            |                 |                                                        |
| 2006 | Austràlia     | Melbourne         |                 |                                                        |
| 2007 | Sud-àfrica    | Ciutat del Cap    |                 |                                                        |
| 2008 | Brasil        | São Paulo         |                 |                                                        |
| 2009 | Regne Unit    | Horsham           | març            |                                                        |
| 2009 | Regne Unit    | Londres           | Setembre        |                                                        |
| 2009 | Regne Unit    | Saint Andrews     | Novembre        |                                                        |
| 2010 | Corea del Sud | Inchon            | Febrer          |                                                        |
| 2010 | Canadà        | Toronto           | Juny            |                                                        |
| 2010 | Corea del Sud | Seül              | Novembre        |                                                        |
| 2011 | França        | Paris             | Febrer          |                                                        |
| 2011 | Estats Units  | Washington DC     | abril           |                                                        |
| 2011 | Estats Units  | Washington DC     | Setembre        | Mentre part de la reunió anual de l'IMF i Banc Mundial |
| 2011 | França        | Paris             | Octubre         |                                                        |
| 2011 | França        | Canes             | Novembre        |                                                        |
| 2012 | Mèxic         | Ciutat de Mèxic   | Febrer          |                                                        |
| 2012 | Estats Units  | Washington DC     | Abril           |                                                        |
| 2012 | Mèxic         | Ciutat de Mèxic   | Novembre        | [ 31 ]                                                 |
| 2013 | Rússia        | Moscou            | Febrer          | [ 32 ]                                                 |
| 2013 | Estats Units  | Washington DC     | Abril           | Part de la reunió anual de l'IMF i Banc Mundial        |
| 2013 | Estats Units  | Washington DC     | Octubre         | La continuació de la reunió va esmentar                |
| 2014 | Austràlia     | Sydney            | Febrer          |                                                        |
| 2014 | Estats Units  | Washington DC     | abril           |                                                        |
| 2014 | Austràlia     | Cairns            | Setembre        | [ 36 ]                                                 |
| 2015 | Turquia       | Istanbul          | 9–10 febrer     | [ 37 ]                                                 |
| 2016 | Xina          | Chengdu           | Juliol          | [ 38 ] [ 39 ]                                          |
| 2017 | Alemanya      | Baden-Baden       | Març            | [ 40 ] [ 41 ] [ 42 ]                                   |
| 2018 | Argentina     | Buenos Aires      | 19–20 març      | [ 43 ]                                                 |
| 2018 | Estats Units  | Washington DC     | 20 d'abril      |                                                        |
| 2018 | Argentina     | Buenos Aires      | 21–22 de juliol |                                                        |
| 2018 | Indonesia     | Bali              | 11 d'octubre    |                                                        |
| 2018 | Argentina     | Buenos Aires      | Novembre        |                                                        |
| 2019 | Japó          | Fukuoka           | 8–9 de juny     | [ 44 ]                                                 |

### Treball i Ministres d'Ocupació
| Any  | País amfitrió | Ciutat amfitriona      | Dates           | Notes |
| ---- | ------------- | ---------------------- | --------------- | ----- |
| 2010 | Estats Units  | Washington DC          |                 |       |
| 2011 | França        | Paris                  |                 |       |
| 2012 | Mèxic         | Guadalajara            |                 |       |
| 2013 | Russia        | Moscou                 |                 |       |
| 2014 | Australia     | Melbourne              |                 |       |
| 2015 | Turquia       | Ankara                 |                 |       |
| 2016 | Xina          | Pequín                 |                 |       |
| 2017 | Alemanya      | Bad Neuenahr-Ahrweiler |                 |       |
| 2018 | Argentina     | Mendoza                |                 |       |
| 2019 | Japó          | Matsuyama              | 1–2 de setembre |       |

### Ministres d'afers estrangers
| Any  | País amfitrió | Ciutat amfitriona | Dates             | Notes  |
| ---- | ------------- | ----------------- | ----------------- | ------ |
| 2017 | Alemanya      | Bonn              | Febrer            |        |
| 2018 | Argentina     | Buenos Aires      | Maig              |        |
| 2019 | Japó          | Nagoya            | 22-23 de novembre | [ 51 ] |

## Cimeres del B20
Les cimeres B20 són cimeres de dirigents empresarials dels països del G20 .
- 2012: Los Cabos
- 2013: Sant Petersburg[52]
- 2014: Sydney[53]
- 2015: Turquia[54]
- 2016: Hangzhou[55]
- 2017: Berlín[56]
- 2018: Buenos Aires[57]
- 2019: Tòquio[58]

## Cimeres del C20
Les cimeres C20 són cimeres de delegats de la societat civil dels països del G20.
- 2014: Melbourne[59]
- 2015: Istanbul[60]
- 2017: Hamburg[61]
- 2018: Buenos Aires[62]
- 2019: Tòquio[63]

## Cimeres del T20
Les cimeres T20 són cimeres de think tanks dels països del G20.
- 2012: Ciutat de Mèxic
- 2013: Moscou[64]
- 2017: Berlín[65]
- 2018: Buenos Aires[66]
- 2019: Tòquio[67]

## Cimeres de l'U20
Les cimeres Urban 20 (U20) són cimeres de ciutats dels països del G20.
- 2018: Buenos Aires[69]
- 2019: Tòquio[70]

## Cimera del W20
La primera cimera W20 de dones va ser organitzada per la Cancellera alemanya Angela Merkel.
- 2017: Berlín[71][72][73][74]
- 2018: Buenos Aires[75]
- 2019: Tòquio[76]

## Cimeres de l'Y20
Les cimeres de l'Y20 són cimeres de dirigents joves i emprenedors de 18 a 30 anys dels països del G20.
- 2010: Vancouver, Canadà[77]
- 2011: Paris, França
- 2012: Puebla, Mèxic[78]
- 2013: Sant Petersburg, Rússia
- 2014: Sydney[79]
- 2015: Istanbul, Turquia[80]
- 2016: Pequín i Xangai, Xina[81]
- 2017: Berlín, Alemanya[82]
- 2018: Cordoba, Argentina[83]
- 2019: Tòquio[84]

## Cimeres de comerç i promoció d'inversions
- 2012: Ciutat de Mèxic